# Level of Concern
Level of Concern is een nummer van het Amerikaanse muziekduo Twenty One Pilots uit 2020.
Met "Level of Concern" gooit Twenty One Pilots het iets meer over een iets meer dansbare, pop-georiënteerde boeg dan ze eerder deden. Het nummer, dat binnen een week werd geschreven, gaat over de coronapandemie. De tekst moedigt hoop in moeilijke tijden aan. Frontman Tyler Joseph wilde het nummer zo snel mogelijk uitbrengen. Hij beschrijft het nummer als simpel, maar hoopvol. De opbrengst van het nummer gaat naar Crew Nation, een goed doel dat de muziekindustrie steunt tijdens de coronacrisis.
Het nummer werd een bescheiden hit in diverse landen. Het bereikte de 23e positie in de Amerikaanse Billboard Hot 100, terwijl het in de Nederlandse Top 40 een plekje lager kwam. In Vlaanderen haalde het nummer de 13e positie in de Tipparade.